# كاثرين هيلدا دوليب سينغ
الأميرة كاثرين هيلدا دوليب سينغ (27 أكتوبر 1871 - 8 نوفمبر 1942) هي الابنة الثانية لصاحب السمو مهراجا السير دوليب سينغ وماهاراني بامبا (كنيتها قبل الزواج مولر). تلقت تعليمها في إنجلترا وفي عام 1894 قُدمت إلى المحكمة. أصبحت مناصرة لحقوق المرأة بالتصويت مع شقيقاتها، لكنها لم تشارك في حركة سوفراجيت لإيميلين بانكهورست على الرغم من أن أختها صوفيا فعلت ذلك.
كانت رفيقة رومانسية للمربية لينا شيفر طوال حياتها، وعاشت معها منذ عام 1904 في ألمانيا حتى وفاة الأخيرة عام 1937. طلبت دفنها بجانب لينا في وصيتها. لعبت كاثرين ولينا دورًا أساسيًا في مساعدة العديد من العائلات اليهودية على الهروب من ألمانيا خلال الحرب العالمية الثانية.
في يونيو 1997، ظهر اسمها في الأخبار عند اكتشاف حساب مصرفي مشترك خامد (مع شيفر) في بنك سويسري. بعد رفض العديد من المطالبين، منحت محكمة سويسرية محتويات الحساب المصرفي لأسرة سكرتيرة شقيقتها الكبرى بامبا في باكستان.

## سيرة شخصية
ولدت سينغ في 27 أكتوبر 1871 في قاعة إلفيدن، سوفولك، في إنجلترا. كانت الابنة الثانية للمهراجا دوليب سينغ وبامبا مولر. كان لديها أخت كبرى بامبا صوفيا جيندان (1859-1957)، وأختها الصغرى صوفيا ألكسندرا (1876-1948)، وثلاثة أشقاء؛ فيكتور ألبرت جاي (1866-1918)، وفريدريك فيكتور (1868-1926)، وألبرت إدوارد ألكسندر (1879-1942)، وأختان غير شقيقتين؛ بولين الكسندرا (1887-1941) وأدا إيرين بيريل (1889-1926) من زواج دوليب سينغ الثاني من أدا دوغلاس ويذريل. كانت صوفيا أشهر الأخوات لأنها كانت ناشطة في حق المرأة في التصويت.
في عام 1886 حاول والدها الانتقال إلى الهند مع بناته لكنه مُنع من دخول الهند وأجبر على العودة من عدن. ثم أقامت كاثرين وأخواتها في فولكستون، في 21 شارع كليفتون. في البداية، رغبت الملكة فيكتوريا في وضعهم تحت رعاية ليدي لوجن ولكن بناءً على نصيحة مكتب الهند في لندن، عُهد بهم إلى آرثر أوليفانت وزوجته؛ كان والد أوليفانت يعمل كقيم الإسطبل الملكي. خلال هذه الفترة، تعرفت الأميرة على السيدة لينا شيفر، وهي معلمة ومربية ألمانية من كاسل كانت تكبرها باثني عشر عامًا. ثم طورت الأميرة علاقة عميقة وحميمة مع شيفر استمرت حتى وفاة الأخيرة.
تعلمت سينغ وشقيقتها الكبرى بامبا في كلية سومرفيل، أكسفورد. خلال هذه الفترة تلقت تعليمات خاصة في العزف على الكمان والغناء، وتلقت أيضًا دروسًا في السباحة. كانت تعتبر الأجمل بين الأخوات الثلاث. كانت هي وأخواتها ترسمن لأول مرة في قصر باكنغهام عام 1895، وكانوا يرتدون ملابس أنيقة من الحرير الأبيض الأنيق. مثل أختها صوفيا، أصبحت كاثرين هيلدا دوليب سينغ أيضًا مناصرة لحق المرأة بالتصويت. كانت عضوًا في مجموعة فيسويت لحقوق النساء في التصويت والاتحاد الوطني لجمعيات حق المرأة في التصويت، والمعروف أيضًا باسم سوفراجيستس.
في عام 1903، قامت بجولة في الهند، وذهبت إلى منزل أجدادها في لاهور وأماكن أخرى مثل كشمير ودالهوزي وشيملا وأمريتسار. زارت أيضًا الولايات الأميرية في كابورتالا ونبها وجند وباتيالا وتفاعلت مع كل من أفراد العائلة المالكة والسكان المحليين. بعد عودتها من الهند في مارس 1904، عاشت في أوروبا مع مربيتها السابقة لينا شيفر في الغابة السوداء في كاسل ودريسدن، كما زارت عائلتها في سويسرا.
قضت سينغ معظم حياتها البالغة مع لينا شيفر. خلال الحرب العالمية الأولى، عاشت مع شيفر في ألمانيا معرضة لخطر وصفها بالخيانة. اتُهمت هي ولينا بمساعدة العديد من العائلات اليهودية على الفرار إلى المملكة المتحدة، حتى أنها أسكنتهم خلال الحرب العالمية الثانية. لا يبدو أن أيًا من أفراد الأسرة قد عارض هذه العلاقة. توفيت شيفر في 26 أغسطس 1938 عن عمر يناهز 79 عامًا، تاركة الأميرة حزينة للغاية. بعد وصول النازيين إلى السلطة، بناءً على نصيحة الدكتور فريتز راتيغ، جارها والمحاسب، غادرت ألمانيا في نوفمبر 1937 بعد أن تخلصت من جميع ممتلكاتها وانتقلت إلى إنجلترا عبر سويسرا.